# Юст I Єрусалимський
Юст (Іуст) I єпископ Єрусалиму, чиє єврейське ім'я Юда, був єврейським християнським лідером у ІІ столітті і, згідно з більшістю християнських традицій, третім єпископом Єрусалиму, чиє єпископство було приблизно в 107–113 роках нашої ери. Він змінив Симеона, сина Клеопи, який помер розп'ятим у 107/108, або в 115-117. Ймовірно, він є сином Якова, брата Ісуса, якого іноді у Новому Завіті називають «Юдою Якова», інакше як Юдою-апостолом. Його наступника Закхея I також називають «Праведним», оскільки це означає арамейською Закка.
Його вважають святим, і його свято – 24 листопада.

## Біографічна інформація
Про Юста відомо небагато. Він стоїть на третій позиції всіх єпископських списків Єрусалиму, змінюючи Якова Справедливого і Симеона Клопського, починаючи з Євсевія Кесарійського. Він, ймовірно, є лідером міської назаретської громади або, принаймні, тих, хто пережив масові репресії римлян після єврейського повстання 66-74 років і його потрясінь. Євсевій Кесарійський уточнює, що він був обрізаний, рух Назарянина вважає себе єврейським рухом. Проте протягом останньої чверті І століття розрив між назорейцями та єврейською громадою зріс. Ймовірно, саме в цей час був написаний новий проєкт Біркат ха-Мінім, що містив прокляття на єретиків (мінім), серед яких є назорейці.
Симон Клод Мімуні вважає, що можливо, що Юст є сином Якова, «братом» Ісуса. У цьому випадку він приєднався б до єпископату в похилому віці, оскільки він «обов’язково народився б до 61/62 року, дати страти свого батька, що могло б пояснити короткий термін його керівництва », зокрема, якщо Симеон помер під консульством Тиберія Клавдія Аттика Герода (103), як вказує Євсевій Кесарійський.
У більшості джерел його називають Юстусом (латинізована форма «Праведний»). В одному з єпископських списків персонаж на прізвисько Юст (3-й у списку) має прізвисько Варсава (див. нижче). Однак Епіфаній Саламінський назвав його ім’ям Юда, який цитує список Апостольських конституцій (VII, 46, 1). У них повідомляється, що Юда (Юст) є сином Якова (Апостольські конституції VII, 46, 2), цитовані два рядки раніше, тобто «Яків, брат Христа по тілу», як зазначено в Апостольських конституціях VIII, 35, 1. Псевдонім - або ім'я - Юсту (Праведний) дуже часто зустрічається серед членів сім'ї Ісуса, якого Стефан назвав Праведним (а не Ісусом) у своїй промові, перекомпонованої в Діях Апостолів (ст. 37), або Клавдією Прокулою, дружиною Пілата під час суду. Тому його ім’я могло бути Юда, але він більш відомий під псевдонімом «Праведний», яке майже стає титулом.

## Юст Барсабей
Грузинська проповідь, що збереглася в одному рукописі (Івірон 11), представлена як трактат єпископа Варсавея Єрусалимського. Жоден єпископ з цим іменем не засвідчений у звичайних списках, і це, безперечно, псевдонім, пов’язаний з «Йосифом дит Варсавою на прізвисько Юст», невдалим кандидатом на спадщину зрадника Юди (а саме Матія) в Ак. 1, 23. Редактор пропонує порівняти цей псевдоепіграф із Справедливим єпископом Єрусалимським, четвертим (а не третім, як у списку Євсевія) наступником Якова. Він є автором збереженого вірменською мовою листа, який тлумачить «сіль» під час хрещення так само, як грузинську проповідь у §8. Те саме ім’я, просто Єрусалимський, Патріарх, знову з’являється в VI столітті в іншому вірменському листі, цього разу від справжнього автора Грегуара Арзруні. Євсевій Кесарійський також знає традицію, безсумнівно почерпнуту з Папія, яка містить принаймні одну апокрифічну деталь про цього квазіапостола (розповідь про чудесне зцілення). Трактат Барсабея, заснований на інших традиціях про Справедливого 4-го спадкоємця Юста Барсабея, залежатиме від написання, що сягає фактично Справедливого Барсабея І століття, з метою легітимізації після Халкедону єпископської спадкоємності в Єрусалимі проти Ювенала і патріархів цього періоду.